# 1778
1778 (MDCCLXXVIII) là một năm thường bắt đầu vào thứ Năm của lịch Gregory (hay một năm thường bắt đầu vào thứ Hai, chậm hơn 11 ngày, theo lịch Julius).

## Sự kiện

### Tháng 1

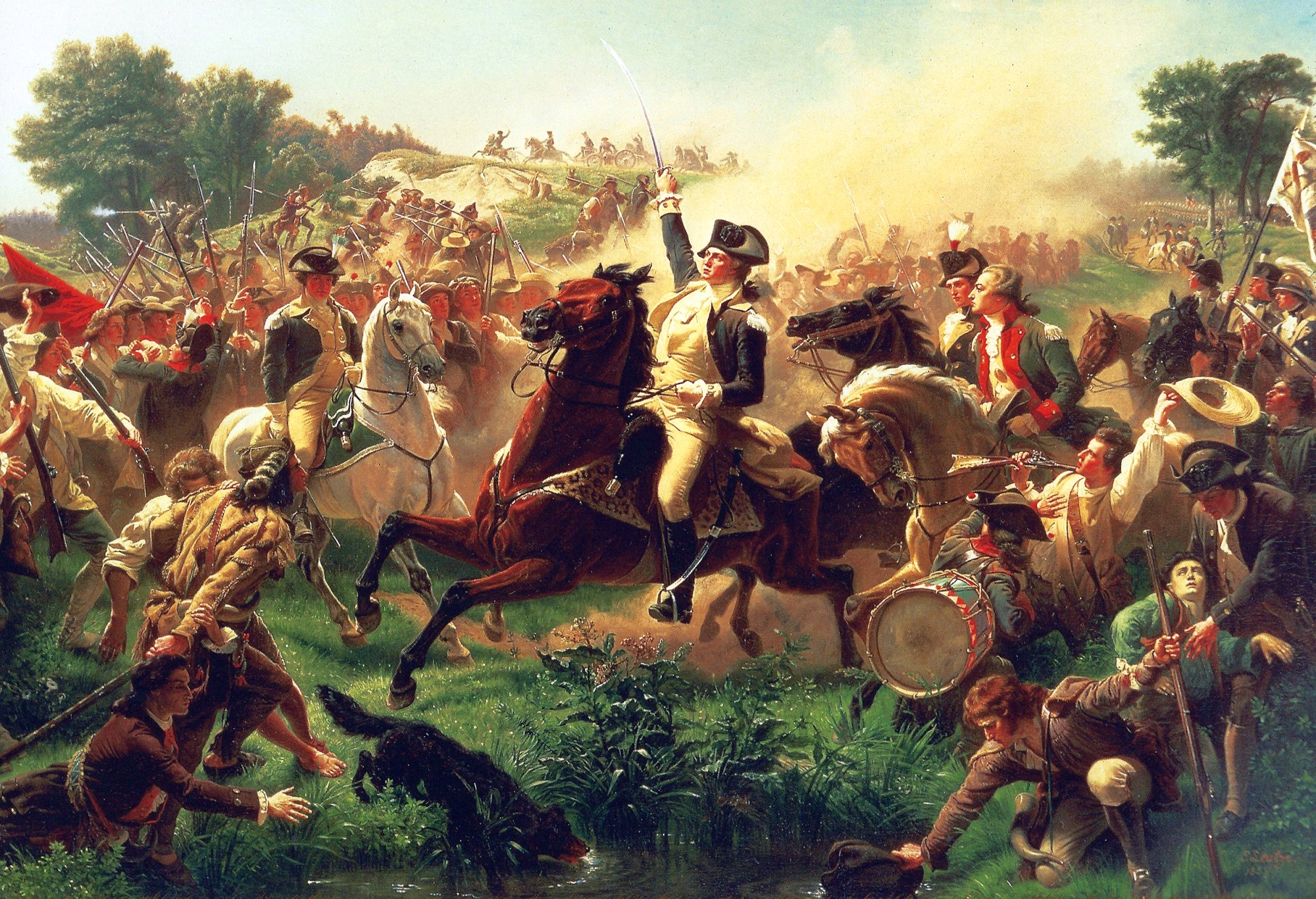
28 tháng 6: trận Monmouth

- 18 tháng 1 - Cuộc thám hiểm Thái Bình Dương thứ ba của thuyền trưởng James Cook, với các con tàu HMS Resolution và HMS Discovery, lần đầu nhìn thấy O'ahu sau đó là Kaua'i ở quần đảo Hawaii, mà ông đặt tên là "quần đảo Sandwich".

### Tháng 2
- 5 tháng 2 - Nam Carolina trở thành bang đầu tiên phê chuẩn Điều khoản liên bang.
- 6 tháng 2 - Chiến tranh cách mạng Mỹ: Ở Paris Hiệp ước liên minh và Hiệp ước Hữu nghị và Thương mại được Hoa Kỳ và Pháp ký kết, là dấu hiệu công nhận chính thức quốc gia mới này.
- 23 tháng 2 - Chiến tranh cách mạng Mỹ: Baron von Steuben đến Valley Forge, Pennsylvania và bắt đầu huấn luyện quân Mỹ.

### Tháng 5
- Nguyễn Ánh đánh chiếm Bình Thuận
- Thủ lĩnh Tây Sơn Nguyễn Nhạc xưng làm hoàng đế ở Quy Nhơn, nước Đại Việt

## Sinh
- José de San Martín
- 19 tháng 12 – Nguyễn Công Trứ, nhà quân sự, nhà kinh tế, nhà thơ Việt Nam (m. 1858)

## Mất
- 10 tháng 1 – Carl Linnaeus, bác sĩ kiêm nhà thực vật học và nhà động vật học người Thụy Điển (s. 1707).